# Campionat d'Espanya de motociclisme de velocitat 1980
La temporada de 1980 del CEV, denominat oficialment Campionat d'Espanya de velocitat,  fou la 31a edició d'aquest campionat, organitzat per la Reial Federació Motociclista Espanyola. El calendari oficial constava de 7 proves puntuables. Diverses de les proves programades es disputaren als Països Catalans: Cullera i Esplugues de Llobregat (la darrera, el 19 d'octubre) entre d'altres.

## Classificació final

### 50cc
| Posició | Pilot             | Motocicleta | Punts |
| ------- | ----------------- | ----------- | ----- |
| 1       | Ricardo Tormo     | Bultaco     | 75    |
| 2       | Daniel Mateos     | Bultaco     | 66    |
| 3       | Jaume Alguersuari | Bultaco?    | 57    |
| 4       | Jorge Navarrete   | Kreidler    | 40    |
| 5       | Joaquim Galí      | Bultaco     | 38    |
| 6       | Pedro Cegarra     | Bultaco     | 36    |
| 7       | Vicent Ferrer     | Derbi?      | 31    |
| 8       | Ramon Galí        | Bultaco     | 24    |
| 9       | Antonio García G. | Derbi       | 22    |
| 10      | Pere Olivé        | Frantom     | 11    |

### 125cc
| Posició | Pilot                | Motocicleta | Punts |
| ------- | -------------------- | ----------- | ----- |
| 1       | Ricardo Tormo        | Bultaco     | 100   |
| 2       | Fernando González    | Morbidelli  | 58    |
| 3       | Miguel Angel Cortés  | Morbidelli  | 58    |
| 4       | Ángel Nieto          | Derbi       | 43    |
| 5       | Benjamí Grau         | Derbi       | 36    |
| 6       | Marcelino García     | Morbidelli? | 30    |
| 7       | José A. Inglés       | Morbidelli  | 29    |
| 8       | Francisco Román      | Morbidelli  | 26    |
| 9       | Constantino Martínez | Morbidelli  | 19    |
| 10      | J. Antonio Montero   | Morbidelli? | 19    |

### 250cc
| Posició | Pilot              | Motocicleta | Punts |
| ------- | ------------------ | ----------- | ----- |
| 1       | Ángel Nieto        | Derbi       | 76    |
| 2       | Carlos Morante     | Siroko      | 63    |
| 3       | Quique De Juan     | Yamaha      | 51    |
| 4       | Luis Miguel Reyes  | Yamaha?     | 50    |
| 5       | Benjamí Grau       | Derbi       | 40    |
| 6       | Josep Maria Mallol | Yamaha      | 34    |
| 7       | Marcelino García   | Yamaha?     | 26    |
| 8       | Carles Cardús      | Siroko      | 24    |
| 9       | Joan Graells       | Yamaha      | 20    |
| 10      | Pere Xammar        | Siroko      | 16    |

### 500cc
| Posició | Pilot                 | Motocicleta | Punts |
| ------- | --------------------- | ----------- | ----- |
| 1       | Carlos Morante        | Suzuki      | 45    |
| 2       | Jaume Alguersuari     | Yamaha      | 38    |
| 3       | Jordi Marín           | Yamaha      | 25    |
| 4       | Carlos de San Antonio | Suzuki?     | 25    |
| 5       | Benjamí Grau          | Yamaha?     | 24    |
| 6       | Lluís Ricart          | Yamaha?     | 20    |
| 7       | Domingo Parés         | Yamaha      | 19    |
| 8       | Juan J. Aranda        | Yamaha      | 13    |
| 9       | Nicolás Huete         | Yamaha      | 12    |
| 10      | Maurici Aschl         | ?           | 10    |

## Categories inferiors

### Trofeu Sènior 250cc
| Posició | Pilot             | Motocicleta | Punts |
| ------- | ----------------- | ----------- | ----- |
| 1       | Luis Manuel Jorge | Yamaha      | ?     |
| 2       | ?                 | ?           | ?     |
| 3       | ?                 | ?           | ?     |

### Trofeu Sènior 125cc
| Posició | Pilot           | Motocicleta | Punts |
| ------- | --------------- | ----------- | ----- |
| 1       | Andrés Sánchez? | Morbidelli  | ?     |
| 2       | ?               | ?           | ?     |
| 3       | ?               | ?           | ?     |